# Scoloplax dicra
Scoloplax dicra är en fiskart som beskrevs av Bailey och Baskin, 1976. Scoloplax dicra ingår i släktet Scoloplax och familjen Scoloplacidae. Inga underarter finns listade i Catalogue of Life.